# Irène Basilis
Irène Basilis, née en 1963 à Grenoble, est une administratrice de théâtres et directrice adjointe de l'Opéra-Comique depuis 2024.

## Biographie

### Ses débuts
Irène Basilis est titulaire d'un diplôme universitaire de technologie en gestion des entreprises et des administrations (DUT GEA) de gestion des entreprises et des administrations à l'IUT Grenoble II.
Elle débute comme assistante de gestion au Théâtre de l'Hexagone, centre culturel de Meylan, près de Grenoble de 1982 à 1991, sous la direction de Maurice Jondeau,.
Elle est ensuite chargée des relations publiques au Théâtre Le Granit à Belfort auprès de Jean-Luc Lagarce jusqu'en 1994. Elle travaille avec la chorégraphe Odile Duboc.

### Administratrice des théâtres et des Maisons de la Culture
Irène Basilis officie dans plusieurs maisons de la culture.
En 1994, elle est nommée secrétaire générale de la Maison de la Culture de Chambéry, l'Espace Malraux,, où elle travaille avec le chorégraphe Dominique Boivin.
Puis en 2001, elle est secrétaire générale de la Maison de la Culture de Blois et sa scène nationale La Halle aux Grains,, où elle participe à faire évoluer le Festival de danse Les Éclectiques,.
En 2003, elle est chargée de la programmation de la danse à la Maison de la Culture (MC2) de Grenoble après d'importants travaux de réhabilitation,,.
De 2012 à 2014, elle est conseillère culturelle au cabinet du Président PS du conseil régional Rhône-Alpes, Jean-Jack Queyranne,.
Le 6 janvier 2014, Irène Basilis est déléguée à la danse au sein de la Direction générale de la création artistique nommée par Michel Orier, directeur général. Elle intègre cette même année le conseil d'administration de l'Opéra de Paris.
De 2015 à 2016, elle est directrice adjointe du Théâtre national de Bretagne (TNB).
Le 25 février 2016, elle est nommée directrice adjointe du cabinet de la Ministre de la Culture et de la Communication Audrey Azoulay, où elle devient conseillère de la création artistique et du spectacle vivant à la suite de Laurent Dréano. À partir de 2017, Irène Basilis devient inspectrice générale des affaires culturelles. Elle prend le poste de directrice générale adjointe chargée du Pôle culture aux services de la Mairie de Lille auprès de Martine Aubry de mai 2019 à 2021.
Son rôle d'administratrice se poursuit à la direction des affaires culturelles de la mairie de Paris où elle est nommée par la maire Anne Hidalgo à la suite de Claire Germain,,,. Elle a la responsabilité des 2 900 agents municipaux en pleine pandémie Covid-19 de 2021 à 2022et a pour but de « remettre les lieux de culture au cœur de notre projet de société ». À sa suite est nommée Aurélie Filippetti, l'ancienne ministre de la Culture de 2012 à 2014.
Elle prend le poste de directrice par intérim de la Cité de la céramique - Sèvres et Limoges de novembre 2022 à septembre 2023,,,.

### Directrice adjointe de l'Opéra-Comique
Le  1er janvier 2024, Irène Basilis devient administratrice et directrice adjointe du Théâtre national de l'Opéra-comique de Paris où elle succède à Nicolas Droin. Elle est nommée à l'unanimité du conseil d'administration (CA) sur proposition de Jean-Yves Larrouturou, président du CA, et Louis Langrée, directeur de l'Opéra Comique. Elle a pour rôle de « accélérer la mise en œuvre du projet L'Esprit Favart », en stimulant le développement artistique et permettant l'ouverture à tous publics.
Le 7 juillet 2024 elle est nommée pour trois ans haut fonctionnaire à l’égalité, à la diversité et à la prévention des discriminations auprès du secrétaire général du Ministère de la Culture, poste où elle succède à Agnès Saal.